# Oxyopes wroughtoni
Oxyopes wroughtoni là một loài nhện trong họ Oxyopidae.
Loài này thuộc chi Oxyopes. Oxyopes wroughtoni được Mary Agard Pocock miêu tả năm 1901.